# Wysoki Groń (Bieszczady)
Wysoki Groń (słow. Vysoký gruň) – szczyt górski położony w zachodniej części pasma granicznego Bieszczadów Zachodnich. Zgodnie ze słowacką regionalizacją fizycznogeograficzną należy do mezoregionu Laborecká vrchovina.
Wznosi się na wysokość 905 m n.p.m. przy wybitności równej 222 m. Położony jest pomiędzy Głębokim Wierchem (888 m) na zachodzie a Wierchem nad Łazem (864 m) na wschodzie. Przebiega przez niego granica polsko-słowacka oraz Wielki Europejski Dział Wodny.
Szczyt jest w całości zalesiony. Potoki mające swoje źródła na północnych, bardziej łagodnych zboczach stanowią dopływy Osławy (dorzecze Sanu). Południowe, bardziej strome zbocza odwadniane są przez cieki tworzące obszar źródliskowy potoku Rieka w dorzeczu Laborca. Najbliższe miejscowości to w Polsce osada Wola Michowa i nieistniejąca wieś Zubeńsko oraz na Słowacji wieś Vyšná Jablonka.
Stoki Wysokiego Gronia po stronie polskiej znajdują się na terenie Ciśniańsko-Wetlińskiego Parku Krajobrazowego, zaś po stronie słowackiej parku Chránená krajinná oblasť Východné Karpaty, którego niniejszy szczyt jest najwyższym punktem.
Przez szczyt przebiega znakowany na niebiesko polski szlak dalekobieżny Rzeszów–Grybów (szlak karpacki) oraz znakowana na czerwono słowacka Východokarpatská magistrála (magistrala wschodniokarpacka). W drugiej połowie lat 30. XX wieku przez Wysoki Groń poprowadzono trasę Głównego Szlaku Karpackiego PTT.